# Артур Кершнер
Артур Кершнер (хрв. Artur Kerschner; Доњи Михољац, 10. новембар 1912 — Кастиљон де ла Плана, 14. јул 1938), југословенски комуниста и учесник Шпанског грађанског рата.

## Биографија
Рођен је 10. новембра 1912. године у Доњем Михољцу, у јеврејској породици. Основну и нижу средњу школу завршио је у родном месту (1922-1926). У средњој школи упознао се с идејама ционизма и био њихов заговарач све док се није упознао с марксизмом. Након средњe школe се преселио у Загреб где је завршио Трећу реалну гимназију (1927-1931), а од 1932. до 1935. студирао је на Ветеринарском факултету. Године 1934, у Загреб су му се доселили родитељи и брат. Када је током љетних празника долазио у родни крај, у посету рођацима у Ораховици, тамо је заједно са Робертом Доманијем организовао марксистичке кружоке.
Члан СКОЈ-а постао је 1930, а члан Комунистичке партије Југославије 1932. године. На факултету је био други секретар партијске организације и инструктор радничких ћелија и марксистичких образовних кружока на периферији Загреба. Био је ухапшен 1935. године, али је убрзо пуштен из затвора због недостатка доказа. Након тога је по директиви КПЈ побегао илегално у Аустрију, а затим у Чехословачку. Југословенска полиција убрзо је издала тералицу за њим. У Прагу и Брну је наставио студије ветерине и убрзо се повезао са југословенском групом комуниста студената.

### Шпански грађански рат
По избијању Шпанског грађанског рата 1936, пријавио се у Чехословачкој за добровољца и заједно с групом Југословена кренуо преко Париза у Шпанију. По доласку у Интернационалне бригаде, испрва је радио као ветеринар, а затим и као политички функционер у батаљону „Ђуро Ђаковић“. Обављао је и многе друге дужности на фронту и у позадини.
Борио се на Арагонском фронту 1938. године, када је погинуо 14. јула код реке Ебро, на брду Пењамарко, у близини града Кастиљон де ла Плана.
Оца су му у Другом светском рату 1941. убиле усташе у логору Јасеновац.
Године 1964, у кругу Ветеринарског факултета откривене су три бисте студената-шпанских бораца, међу којима и она посвећена Кершнеру.